# Pitchingmachine

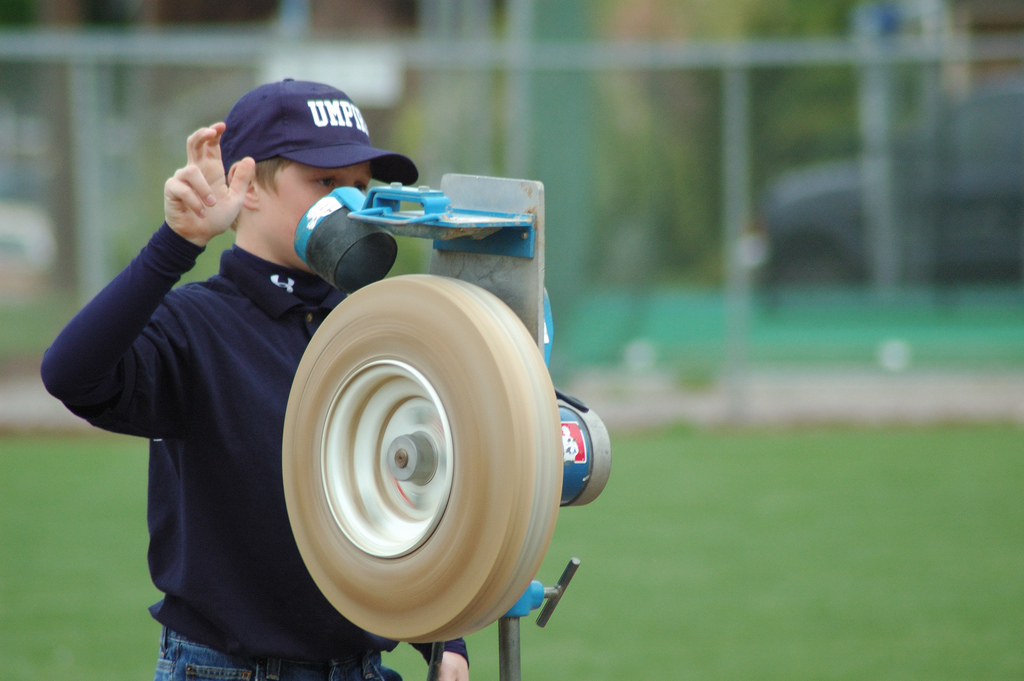
Handingevoerde pitchingmachine

Een pitchingmachine is een machine die automatisch een honkbal of softbal afschiet in de richting van de slagman.

## Types
De machine is bedoeld om de slagman bij honkbal en softbal te helpen met het verbeteren van zijn slagcapaciteiten, reactiesnelheid en techniek. De machine kan ingesteld worden om ballen als projectiel af te schieten met verschillende snelheden en in verschillende aangooistijlen en is dus een geautomatiseerde versie van de werper die tijdens de wedstrijd de bal naar de slagman gooit. De meeste machines worden met de hand aangevuld maar er zijn er ook die volautomatisch blijven schieten vanuit een voorraad ballen en ingesteld kunnen worden om een bepaald aantal op een aantal manieren af te schieten. Er zijn types die in staat zijn om het gewicht van de bal te bepalen en dan per uitworp deze compenseren zodat elke bal met dezelfde snelheid geschoten wordt. Sommige machines zijn in staat om met verschillende soorten ballen, de harde honkbal, de zachte jeugdvariant en de grotere softbal om te gaan, maar er zijn ook gespecialiseerde machines die een bepaald soort bal werpen.

## Geschiedenis
Reeds in 1897 ontwierp de wiskundedocent Charles Hinton die verbonden was aan de Universiteit van Princeton een pitchingmachine de werkte met een ontstekingsmechanisme dat buskruit gebruikte. De machine was bedoeld om het universiteitshonkbalteam bij te staan bij hun slagtrainingen.. Volgens een bron veroorzaakte deze machine een aantal verwondingen en het kan zijn dat dit mede bijdroeg aan het ontslag van Hinton datzelfde jaar. De machine was echter zeer variabel inzetbaar. Hij kon de ballen met verschillende snelheden uitgooien en was ook in staat om de hoek te bepalen waarmee gegooid werd. Met behulp van twee rubberomhulde stalen vingers aan de uitvoerloop konden zelfs curveballs geworpen worden. Later introduceerde Hinton de machine aan de Universiteit van Minnesota waar hij tot 1900 werkte als assistent-hoogleraar.

## Ontwerpen
Pitchingmachines zijn er in een brede variatie van stijlen. De twee populairste versies zijn een arm-actie machine en een circulair werkende wielmachine. De machine die werkt met het simuleren van de actie van de arm bootst de worp van de pitcher na en geeft een bovenhandse aangooi via een mandje aan het eind van het uitgooimechanisme die de hand van de werper nabootst. De wielmachine bevat één, twee of drie wielen die ronddraaien als een fietswiel. De wielen zijn normalerwijze geplaatst in een horizontale of verticale wijze. De ballen worden in holtes op de wielen geplaatst en afgevuurd op een vooraf ingestelde snelheid. Driewielige machines kunnen door de drievoudig verschillende instelling per wiel gebruikt worden om verschillende soorten pitches uit te werpen zodat ze variabel inzetbaar zijn bij slagtrainingen. Handgevoerde machines zijn meestal klein en worden buiten gebruikt in het veld. Wielmachines zijn grote mechanisch werkende apparaten op elektriciteit werkend die opgesteld worden in een slagkooi of sporthal.

## Doel
Het gebruik van pitchingmachines geeft honkballers en softballers de mogelijkheid om aanvullende slagtraining te krijgen. De meeste machines staan opgesteld in een slagkooi buiten of in een sporthal omgeven door een afgezet gedeelte met netten. Het grote voordeel is dat er langdurig getraind kan worden zonder dat de coach of een pitcher te veel ballen vanachter een slaghek moet halen.